# Bão Utor (2013)
Bão Utor (số thứ tự bão: 1311, JTWC: 11W, tên PAGASA: Labuyo) hay bão số 7 năm 2013 ở Việt Nam, là một xoáy thuận nhiệt đới nằm trong Mùa bão Thái Bình Dương năm 2013. Bão hình thành từ một xoáy thuận nhiệt đới ở ngoài khơi Philippines vào ngày 8 tháng 8 năm 2013, sau khi bão Mangkhut đổ bộ Việt Nam. Ngày 14 tháng 8, bão đã đổ bộ vào Quảng Đông, Trung Quốc.

## Bối cảnh hình thành
Bão Utor (Việt Nam gọi là bão số 7) hình thành trong bối cảnh đầu tháng 8 có hai cơn bão liên tiếp đổ bộ Biển Đông vào Việt Nam là Jebi và Mangkhut.

## Hình thành và phát triển
Ngày 8 tháng 8, trung tâm cảnh báo bão Hoa Kỳ phát hiện một xoáy thuận nhiệt đới hình thành, cách đảo Yap 290 km (180 mi) Trong ngày hôm đó, nó đã mạnh dần lên thành Áp thấp nhiệt đới. Ngày 10, nó đã mạnh lên thành bão. Nó được đặt tên quốc tế là Utor.
Sau khi đi sâu vào miền nam Trung Quốc, bão Utor đã nhanh chóng suy yếu thành một vùng áp thấp.

## Ảnh hưởng

### Philipppines
Tất cả các trường hợp mất tích đều là các ngư dân ra khơi ở bờ đông của đảo lớn Luzon, nơi nằm trên hướng di chuyển của bão Utor, AFP dẫn thông tin từ giám đốc cơ quan đối phó thảm họa quốc gia Philippines.
Với sức gió lên tới 200 km/h, Utor là cơn bão mạnh nhất đổ vào Philippines kể từ đầu năm 2013. Nó gây ra lở đất tại khu vực đồi núi ở phía bắc đảo Luzon lúc 3 giờ sáng 12 tháng 8 theo giờ địa phương.
Khoảng 8h30, cơn bão quét qua tỉnh miền bắc Nueva Vizcaya.
Tại thủ đô Manila, cách tâm bão khoảng 200 km về phía đông, bão Utor cũng gây mưa lớn vào đêm 11 tháng 8 nhưng không xảy ra hiện tượng lũ lụt. Nhiều ngôi trường trên khắp Manila đã đóng cửa vào ngày 12 tháng 8.
Ít nhất 7 người thiệt mạng và 4 ngư dân mất tích. Ước tính thiệt hại 438,27 triệu peso (211 tỷ đồng VN) về nông nghiệp. Thiệt hại về nhà cửa ước tính khoảng 69,2 triệu peso (33 tỷ đồng VN).

### Trung Quốc
Chiều 14 tháng 8, bão Utor đã đổ bộ vào tỉnh Quảng Đông, Trung Quốc. Tại Dương Giang, tất cả các cơ quan chính phủ, doanh nghiệp, trường học đã đóng cửa trong chiều 14 tháng 8 vì các lý do an toàn.
Vào khoảng trưa ngày 14 tháng 8, một người đi xe máy tại Dương Giang bị cây bật gốc do gió mạnh đã đổ trúng xe của ông, khiến ông này bị ngất. Người đàn ông này sau đó đã bình phục với sự giúp đỡ của các nhân viên một cửa hiệu.
Một số con đường ở thị trấn Shapa của huyện Dương Giang đã bị chặn do cây đổ, trong khi một số tuyến đường khác bị ngập. Sau cơn bão, giá rau trung bình tại Quảng Châu, đã tăng 15%.

### Hồng Kông
Ngày 14 tháng 8, bão Utor đã đổ bộ vào Hồng Kông, nhấn chìm một tàu chở hàng cỡ lớn, đi từ Indonesia tới Trung Quốc. Hai trực thăng cứu hộ Hồng Kông đã cứu sống 19 người, trong khi một con tàu của Trung Quốc cứu hai người còn lại. Yip, một phi công cứu hộ, cho hay hầu hết thủy thủ là người Trung Quốc.
Tại Hồng Kông, các văn phòng, trường học và tòa án cũng tê liệt, thị trường chứng khoán ngừng giao dịch, khiến trung tâm thương mại sôi động bậc nhất ở nam Trung Quốc rơi vào cảnh vắng lặng khác thường. Hơn 350 chuyến bay đã bị hoãn hoặc hủy. Dịch vụ đi lại bằng phà và xe buýt bị ngưng trệ. Lực lượng cứu hộ và trực thăng từ Hồng Kông và tỉnh Quảng Đông đã cứu sống 21 thuyền viên của Trans Summer, một tàu chở hàng bị sóng biển đánh chìm ở tây nam đảo Hồng Kông. Sáu người ở đặc khu hành chính đã bị thương khi gió mạnh quật đổ 21 cây xanh ở đây.

### Việt Nam
Trước khi bão đổ vào Trung Quốc, nó đã hút hết một áp thấp nhiệt đới ở khu vực Nam Biển Đông. và đã gây ra nắng nóng ở Bắc và Trung bộ Việt Nam.